# Calceolispongia
Genre
Espèces de rang inférieur
- † Calceolispongia abundans
- † Calceolispongia cracowensis
- † Calceolispongia diemenensis
- † Calceolispongia digitata
- † Calceolispongia elegans
- † Calceolispongia gerthi
- † Calceolispongia hindei
- † Calceolispongia kalewaensis
- † Calceolispongia lizziensis
- † Calceolispongia nodosa
- † Calceolispongia spinosa
- † Calceolispongia stephensi
- † Calceolispongia teicherti
- † Calceolispongia ulladullensis

Synonymes
- † Dinocrinus

Calceolispongia est un genre éteint de crinoïdes de la famille des Calceolispongiidae et de l'ordre des Ampelocrinida.
Selon Fossilworks, les différentes espèces se retrouvent dans des terrains datant du Carbonifère au Permien, avec une répartition mondiale. C'est le genre type de sa famille. L'espèce type est Calceolispongia hindei.
Lorsque les premiers fossiles furent découverts, ils ont d'abord été pris pour des éponges, d'où la partie "spongia" du nom de genre. Plus tard, d'autres fossiles à l'apparence similaire furent trouvés, et identifiés en tant que crinoïdes. Ils furent nommés Dinocrinus ("lys terrible"). Puis on se rendit compte que Dinocrinus et Calceolispongia désignaient la même chose, et Dinocrinus est maintenant considéré comme un synonyme. 
L'espèce Calceolispongia elegans (Oyens, 1940) Teichert, 1949 (syn. Dinocrinus elegans Oyens, 1940) provient de terrains du Permien du Timor (site de Basleo),.

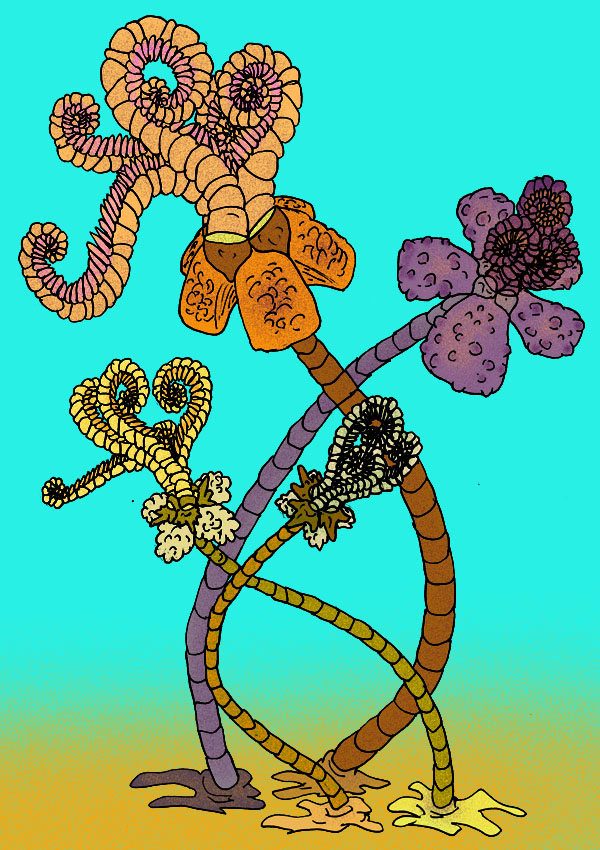
Diverses espèces de l'Australie-occidentale